# Târgu Jiu

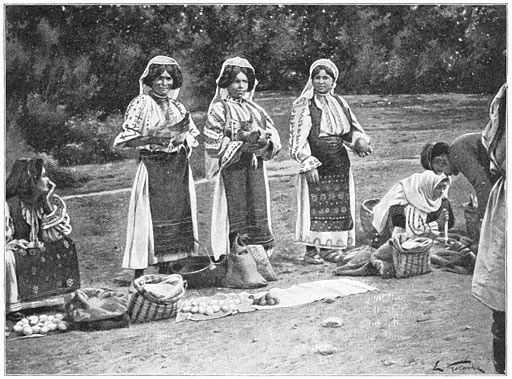
Marktverkoopsters begin 20e eeuw

Târgu Jiu (Hongaars: Zsilvásárhely) is een stad in Roemenië. Het is de hoofdstad van de provincie Gorj, die tot de landstreek Oltenië behoort. De stad ligt aan de rivier de Jiu.
Florin Cîrciumaru is al sinds het jaar 2000 de burgemeester van Târgu Jiu.
In de stad bevindt zich het UNESCO werelderfgoed "Monumentaal ensemble van Brâncuși in Târgu Jiu".

## Populatie
De stad heeft 98.267 inwoners waarvan 91.394 Roemenen, 2159 Roma, 158 Hongaren en 52 Duitsers.

## Constantin Brâncuși
Constantin Brâncuși (1876-1957) werd geboren in het dorpje Hobița, dat op 25 km afstand van Târgu Jiu ligt. Hij was een beroemd kunstenaar, die vooral sculpturen maakte. Brâncuși heeft ook gewoond in Târgu Jiu, waar nu een museum over hem is. In de stad bevinden zich drie van de belangrijkste creaties van Brancusi, namelijk de "Eindeloze Kolom", de "Poort van de kus" en de "Tafel van de stilte". In 2024 werd de site op de Unesco-Werelderfgoedlijst geplaatst onder de titel: "Monumentaal ensemble van Brâncuși in Târgu Jiu". De erkenning werd gemotiveerd met: "Sober, contemplatief en toch toegankelijk, werd het monumentale ensemble in Târgu Jiu tussen 1937 en 1938 gecreëerd door Constantin Brâncuși, een invloedrijke pionier op het gebied van abstracte beeldhouwkunst, om degenen te herdenken die stierven bij het verdedigen van de stad tijdens de Eerste Wereldoorlog. Gelegen in twee parken die met elkaar verbonden zijn door de smalle Laan van Helden, omvat de erkende site het monumentale ensemble van sculpturale installaties en de reeds bestaande kerk van de heilige apostelen Petrus en Paulus, die zich op de as bevindt. De opmerkelijke samensmelting van abstracte beeldhouwkunst, landschapsarchitectuur, techniek en stedenbouw, bedacht door Constantin Brâncuși, gaat veel verder dan de lokale oorlogsepisode en biedt een originele visie op de menselijke conditie." 